# 由利高原鐵道YR-2000型柴聯車
由利高原鐵道YR-2000型柴聯車（日语：／ Yuri Kōgen Tetsudō YR-2000-gata kidōsha）是由利高原鐵道鳥海山麓線使用的柴聯車。1985年，國鐵矢島線轉由第三部門鐵道由利高原鐵道負責營運，並更名為鳥海山麓線；同時該公司在當年及1986年將5輛由利高原鐵道YR-1000型柴聯車投入使用。但之後部分列車在通勤的尖峰時段常常人滿為患；因此為提升服務品質，由利高原鐵道於2000年11月先行引入1輛可連結運行的新型YR-2000型柴聯車（YR-2001號），並在2003年3月再引入1輛外裝與內裝皆經過改造的同型柴聯車（YR-2002號）。

## 規格與構造
本型車是由新潟鐵工所（現新潟運輸系統）製造的地方交通線用的NDC，也是由利高原鐵道首次使用車體長度達18公尺的車輛。兩輛車廂內皆設有空調系統與廁所，車體側面則設置兩道車門。YR-2001號車門之間的窗戶採用上半部固定、下半部可滑動的窗戶，YR-2002號則使用單片式的固定窗戶。
座椅方面，YR-2001號的車廂內配備10組共4個人座的包廂座椅，其餘皆為長條式的座椅；而YR-2002號是由日本彩券協會補貼購買費用的彩券號，因此為因應活動需求，車廂內的長條座椅間有加裝可拆卸的桌板。塗裝方面，YR-2001號的車體採用與YR-1000型相同的塗裝，YR-2002號的塗裝則使用淺綠色，並在車體側面畫上描繪鳥海山等山岳的圖畫。